# Antje Ball

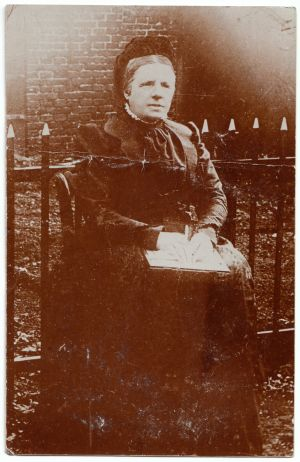
Antje Ball

Antje Ball (geboren 18. Februar 1833 in Zoutelande; gestorben 10. Januar 1911 in Middelburg) war eine niederländische Dichterin und Kohlenhändlerin.

## Leben
Antje Ball wurde am 18. Februar 1833 in Zoutelande geboren. Sie war die Tochter des Lehrers Leendert Ball (ca. 1800–1853) und der Neeltje Johanna de Koning (1794–1876). Sie war das achte Kind einer Familie mit mindestens zwölf Kindern, von denen sechs jung starben. Ihr Vater stammte aus Zierikzee und war zum Zeitpunkt seiner Heirat im Jahr 1822 „Schulbesitzer“ in Zoutelande. Ihre Mutter kam aus Wissekerke. Bereits in jungen Jahren litt sie unter einer Sehschwäche und verlor  bei einem Unfall im Jahr 1852 die Sehkraft eines Auges. Sie erblindete 1857 vollständig.
Um 1850 begann Antje Ball Gedichte zu schreiben. Sie schrieb Kinder- und Gelegenheitsgedichte zu nationalen und regionalen Ereignissen. Der Pfarrer und Dichter Jan Jacob Lodewijk ten Kate (1819–1889) veröffentlichte ihre erste Sammlung von Kindergedichten und schrieb dazu: „Wir zögern nicht, Antje Ball einen Ehrenplatz unter den verdienstvollen Kinderdichtern einzuräumen, die versuchen, in die Fußstapfen von Vater Van Alphen zu treten“. Ihre Kindergedichte waren, wie die des Dichters Hieronymus van Alphen, fromm und lehrreich und trugen Titel wie „Das elternliebende Kind“, „Jesus, der Freund der Kinder“ und „Faulheit“ (Gedichte für Kinder). Antje Ball schrieb auch eine Elegie auf den Tod von Alexander, Kronprinz der Niederlande, die 1884 in Middelburg veröffentlicht wurde.
In zahlreichen Gedichten und Buchtiteln spielte Ball auf ihre Blindheit an. Im Vorwort zu ihrem Werk  „Treuren- en juichtoonen eener ouderloze blinde“ (Weinende und jubelnde Töne einer elternlosen blinden Person) schrieb sie: „Ich bin blind, obwohl das Auge der Seele sieht. Oft trauere ich, doch singe ich ständig ein Lied für den Herrn.“ An den Dichter Nicolaas Beets schickte sie 1894 einen Brief in Blindenschrift, der hauptsächlich eine religiöse Hymne enthielt. Sie lebte vom 2. August 1871 bis zum 1. Juni 1876 in Oostvoorne bei Den Briel. Dort brachte sie Kindern die „Grundlagen der christlichen Lehre“ bei. Van Breen zufolge verdiente sie ihren Lebensunterhalt und den ihrer Mutter durch ihre Schriftstellerei. Als sie jedoch 1911 im Alter von fast 78 Jahren in Middelburg starb, wurde als Beruf Kohlenhändlerin angegeben.